# Soda (zespół muzyczny)
Soda – polska grupa popowa grająca w II połowie lat 90. XX wieku. Zespół miał być odpowiedzią na „kiczowaty” pop śpiewany przez niektóre polskie boysbandy, tworząc w przeciwieństwie do nich muzykę komercyjną o większych walorach artystycznych.
Zespół tworzył znany z występów w Różach Europy gitarzysta Michał Grymuza, do którego dołączyli muzycy współpracujący z Andrzejem Piasecznym, który był autorem kilku tekstów debiutanckiej płyty. Wydawca, firma Koch International reklamowała zespół jako „największą polską nadzieję w dziedzinie popu”. Zgodnie z przypuszczeniami recenzenta pisma Tylko Rock, Soda okazała się jednak następną „gwiazdą jednego sezonu”.

## Skład zespołu
- Michał Dąbrówka – perkusja, wokal
- Michał Grymuza – gitara, wokal
- Mirosław Stępień – gitara basowa, wokal
- Janusz Szrom – wokal
- Wojciech Wójcicki – instrumenty klawiszowe, wokal

## Dyskografia

### Albumy
- Soda (1998)

### Single
- Parę chwil (1998)
- Cieplej (1998)